# Rhipidolestes apicatus
Rhipidolestes apicatus är en trollsländeart som beskrevs av Navás 1934. Rhipidolestes apicatus ingår i släktet Rhipidolestes och familjen Megapodagrionidae. Inga underarter finns listade i Catalogue of Life.